# سودسلاوا
سودسلاوا (به چکی: Sudslava) یک منطقهٔ مسکونی در جمهوری چک است که در ناحیه اوستی ناد اورلیتسی واقع شده‌است. سودسلاوا ۴٫۴ کیلومتر مربع مساحت و ۱۸۲ نفر جمعیت دارد و ۴۳۲ متر بالاتر از سطح دریا واقع شده‌است.